# Allaga Géza
Nemesmiliticsi Allaga Géza (Óbecse, ma: Szerbia, 1841. március 25. – Baja, 1913. augusztus 19.) gordonkaművész, cimbalomtanár, zeneszerző. Jelentős szerepet játszott a magyar cimbalomoktatás elindításában. Apja, Allaga Imre kormánybiztos, országgyűlési képviselő.

## Élete

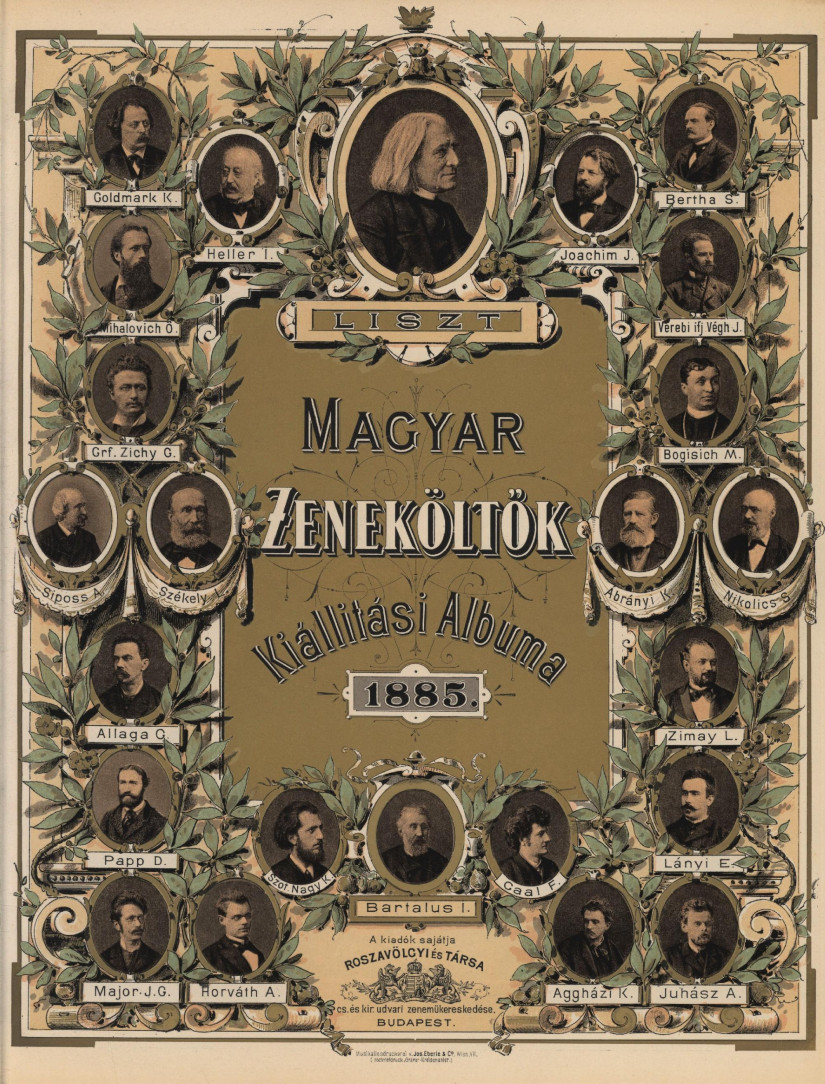
A Magyar Zeneköltők Kiállítási Albuma borítóján, 1885

A gimnáziumot Baján végezte; 1855-ben kezdett gordonkázni, 1857-ben már a bécsi konzervatóriumon tanult, a zeneszerzéssel együtt, 1861-ig. Ekkor a Molnár György-féle Budai Népszínházhoz szerződött, s olykor hangversenyen is fellépett.
Csakhamar megírta Bényei István szövegére A szerelmes kántor (bem. 1862) című első magyar operettjét, melynek dalai országszerte elterjedtek. Kempelen Győző Szép Mara és A drótos tót, című népszínműveihez is írt zenét. A nemzeti színházhoz szerződve Tóth Kálmán Dobó Katica című népszínművének is ő szerezte a zenéjét. 1865-ben Pécsre ment színházi karnagynak, Szigeti Imre társulatához; s Bényei Szakállas farkas című operettszövegét zenésítette meg. Szabadkán az akkor új „zenede” tanára és dalegyesületi karmester volt, Bajára költözve pedig 1870-ben az állami tanítóképzőben lett a zene tanára.
1871-től ismét Pesten élt, mint a Nemzeti Színház, majd az 1884 őszén megnyílt magyar királyi operaház zenekari tagja. Zenét írt Szigligeti Ede Az amerikai, 1875-ben Tóth Kálmán Az ördög párnája és Rákosi Jenő Nyomorúság a korsóban című darabjaihoz.
A Rózsavölgyi és a Táborszky-cégnél jelentek meg, részben pedig kéziratban terjedtek magyar stílusú dalai 1, 3 és 4 szólamra (Vadászdal, Télidal stb.), zongoraművei;
1880-tól foglalkozott a cimbalommal, melynek javítását is igényesen előmozdította. Cimbalom-iskolát írt két részben, több zeneművet a haladók számára; főleg neki köszönhető a hangszer nagy elterjedése. 1890-től szerkesztette a Cimbalom családi körben című havi folyóiratot. A nemzeti zenedé-ben az ő számára alapított cimbalom-tanszékét 1891-ben foglalta el.
Blaha Lujza állandó cimbalomkísérője volt. Gyógyíthatatlan betegsége miatt öngyilkos lett.

## Művei
- Zongoraművek, operettek, népszínművekhez zene, dalok (Befútta az utat a hó és Szeretlek én egyetlenegy virágom c. dalai közismertek lettek);
- A szerelmes kántor (az első magyar operett kísérlete);
- A drótostót; Dobó Katica (népszínművek).
- Cimbalomiskola, első kötete Liszt Ferencnek ajánlva (Bp. 1874). Cimbalomművek, átiratok cimbalomra.
- Cimbalomiskola, második kötete Liszt Ferencnek ajánlva (Bp. 1888). Cimbalomművek, átiratok cimbalomra.
- Vörösmarty Mihály: Csongor és Tünde -„melodráma” (1879.)